# Les Mazures
Les Mazures é uma comuna francesa na região administrativa de Grande Leste, no departamento das Ardenas. Estende-se por uma área de 36,14 km². Em 2010 a comuna tinha 913 habitantes (densidade: 25,3 hab./km²).